# Архідієцезія
Архідіоце́зія (від грец. Archidioikesis; лат. Archidioecesis, дослівно — головна діоцезія) — у західному християстві церковна адміністративно-територіальна одиниця вищого рівня. Очолюється архієпископом. Існує в католицькій, англіканській і деяких протестантськах церквах. Також — архієпископство (ісп. arcebispado), архієпископська діоцезія. Аналог у східному християнстві — архієпархія.

## Католицька церква
Станом на 2005 рік в Католицькій церкві нараховували 569 архідієцезій.

### Класифікація
1. архідієцезія, що входить до складу церковної провінції або митрополії;
2. історична архідієцезія — нині титулярна;
3. резиденційна архідієцезія — не належить до жодної митрополії; а підпорядкована безпосередньо Апостольському Престолу. Такі архідієцезії створювалися переважно як основа майбутніх митрополій (Галицька архідієцезія в 1367, Могилевська в 1783 р., Варшавська в 1818 р. та ін.)
4. суфраганна архідієцезія — належить до митрополії, але підпорядкована іншій, митропольній архідієцезії.